# Jean-Marie Villot
Jean-Marie Cardinal Villot (ur. 11 października 1905 w Saint-Amant-Tallende, zm. 9 marca 1979 w Rzymie) – francuski biskup rzymskokatolicki, wysoki urzędnik Kurii Rzymskiej, biskup pomocniczy Paryża w latach 1954–1959, arcybiskup koadiutor Lyonu w latach 1959–1965, arcybiskup metropolita Lyonu w latach 1965–1967, prefekt Kongregacji ds. Duchowieństwa w latach 1967–1969, sekretarz stanu Stolicy Apostolskiej w latach 1969–1979, kamerling Świętego Kościoła Rzymskiego w latach 1970–1979, przewodniczący Papieskiej Rady Cor Unum w latach 1971–1978.

## Życiorys
W 1930 został wyświęcony na księdza. W 1954 został biskupem pomocniczym Paryża (tyt. Bosporus), a następnie w styczniu 1965 mianowany arcybiskupem Lyonu, zaś 22 lutego 1965 na konsystorzu został wyniesiony do godności kardynała przez papieża Pawła VI, z tytułem prezbitera Santissima Trinità al Monte Pincio. W kwietniu 1967 papież Paweł VI mianował go prefektem Kongregacji Duchowieństwa. W maju 1969 został ustanowiony przez Pawła VI sekretarzem stanu. W 1970 został mianowany kamerlingiem Świętego Kościoła Rzymskiego. W lipcu 1971 stanął na czele nowo założonej Papieskiej Rady Cor Unum. Villot pozostał sekretarzem stanu do końca pontyfikatu Pawła VI, przez pontyfikat Jana Pawła I oraz przez pierwsze miesiące pontyfikatu Jana Pawła II, do 1979. Kardynał Villot uczestniczył jako elektor w obydwóch konklawe 1978.